# Pirate Gold
Pirate Gold er en amerikansk stumfilm fra 1913.

## Medvirkende
- Blanche Sweet
- Charles Hill Mailes
- J. Jiquel Lanoe
- Hector V. Sarno
- W. Chrystie Miller